# Donald au ranch
Pour plus de détails, voir Fiche technique et Distribution.
Donald au Ranch (Dude Duck) est un dessin animé de la série des Donald Duck produit par Walt Disney pour RKO Pictures, sorti en 1951.

## Synopsis
Dans un ranch, Donald, après être descendu en dernier d'un car rempli de demoiselles qui se sont ruées sur tous les chevaux, se retrouve à monter le dernier disponible, qui lui ne l'entend pas de cette oreille...

## Fiche technique
- Titre original : Dude Duck
- Titre français : Donald au Ranch
- Série : Donald Duck
- Réalisateur : Jack Hannah
- Scénaristes : Ralph Wright et Riley Thompson
- Animateurs : Bill Justice, Al Bertino, Volus Jones, Bob Carlson
- Effets d'animation : Jack Boyd
- Layout : Yale Gracey
- Décors : Art Riley
- Musique: Paul J. Smith
- Voix : Clarence Nash (Donald)
- Producteur : Walt Disney
- Société de production : Walt Disney Productions
- Distributeur : RKO Pictures
- Date de sortie : 2 mars 1951[1]
- Format d'image : couleur (Technicolor)
- Son : Mono (RCA Photophone)
- Durée : 8 minutes
- Langue : (en)
- Pays :  États-Unis
- Dates de sortie :
  - États-Unis : 2 mars 1951

## Voix françaises
- Sylvain Caruso : Donald Duck
- ??? : Rover Boy
- Régine Teyssot : une cow-girl

## Titre en différentes langues
D'après IMDb :
- Finlande : Aku hevosfarmarina
- Suède : Kalle Anka reser västerut